# Елена Бойчева
Елена Павлова Бойчева-Томова е българска актриса. Занимава се с дублажи на филми и сериали.

## Образование
Родена е на 9 март 1967 г. Завършила е СОУ „Иван Вазов“ в Бургас. През 1989 г. завършва актьорско майсторство за драматичен театър във ВИТИЗ „Кръстьо Сарафов“ в класа на проф. Крикор Азарян с асистенти Тодор Колев и Елена Баева.

## Актьорска кариера
През 1991 г. играе главната роля във филма „Бронзовата лисица“.
Играла е в Драматичния театър в Русе, Драматичния театър в Благоевград, театър „Диалог“ и Свободния театър в София.
През 2010 г. излиза филмът „Лов на дребни хищници“ с нейно участие, а през същата година участва и в сериала „Стъклен дом“. Бойчева играе директорката в „11А“ и „12А“.

## Кариера на озвучаваща актриса
Елена Бойчева започва да се занимава с дублажи след одобрение от Чавдар Монов през 2000 г. Първият сериал, за който дава гласа си, е „Дарма и Грег“, където озвучава главната героиня Дарма.
Участва още в известни американски сериали като „Фрейзър“ (дублаж на TV7), „От местопрестъплението: Ню Йорк“ (дублаж на Александра Аудио), „Самотно дърво на хълма“ (дублаж на Александра Аудио), „Осмо чувство“, „Дневниците на вампира“, „Незабравимо“, „Слийпи Холоу“, „Нови в квартала“, румънския сериал „Влад“ и други.
От 2009 г. озвучава и за каналите Cartoon Network и Disney Channel. През 2012 г. започва да озвучава и за Nickelodeon.
От 2018 г. е режисьор на дублажи в студио „Про Филмс“, измежду които „Опасния Хенри“.
| Актриса          | Заглавия | Роли                                                            |
| ---------------- | --- | --------------------------------------------------------------- |
| Вайола Дейвис    | Соларис Прелестни създания | Д-р Гордън Амари Ама Тридо                                      |
| Грей Делайл      | Кръстници вълшебници (дублаж на Александра Аудио) Малката русалка: Началото на Ариел Пингвините от Мадагаскар (дублаж на Александра Аудио) Супер куче (дублаж на TV7) Скуби-Ду: Франкенстрашно Семейство Флинтстоун: Разбиване през Каменната ера (дублаж на студио Доли) | Бети Принцеса Ариста Дарла Кити Котарана Дафни Блейк Бети Ръбъл |
| Джена Елфман     | Дарма и Грег Шантави рисунки: Отново в действие (дублажи на Арс Диджитал Студио и bTV) | Дарма Финкълстийн Кейт Хотън                                    |
| Дженифър Сондърс | Миньоните (дублаж на Александра Аудио) Ела, изпей! 2 | Кралица Елизабет II Нана Нудълман                               |
| Зоуи Кравиц      | Лего Батман: Филмът (дублаж на студио Доли) Фантастични животни: Престъпленията на Гринделвалд (дублаж на студио Доли) | Селина Кайл/Жената-котка Лита Лестрейндж                        |
| Лиса Кудроу      | Анализирай това (дублаж на bTV) Анализирай онова | Лора Собъл                                                      |
| Моника Белучи    | Стреляй смело Мафия Мама | Дона Куинтано Бианка                                            |
| Оливия Мън       | Кое е това момиче? LEGO Нинджаго: Филмът | Анджи Мисако „Коко“                                             |
| Попи Монтгомъри  | Да отгледаш Уейлън Незабравимо | Джулия Белоус Кери Уелс                                         |
| Рийз Уидърспун   | Професия блондинка (дублаж на TV7) Професия блондинка 2 (дублаж на TV7) | Ел Удс                                                          |
| Сигорни Уийвър   | Аватар (дублаж на Александра Аудио) Аватар: Природата на водата | доктор Грейс Огъстийн                                           |
| Шарлиз Терон     | Астробой Орвил | Диктор Приа Лавеск                                              |

## Филмография
- „12А“ (2017)
- „11А“ (2016)
- „Докато Ая спеше“ (2015) – дамата, почитателка от барчето
- "Революция Z" (2014) - Продуцентка
- „Стъклен дом“ (2010)
- „Лов на дребни хищници“ (2010) – Психоложката
- „Мъж за милиони“ (тв, 2006) – Лили
- „Филип“ (тв, 2004) – Съни
- „Бронзовата лисица“ (1991) – Лидия
- „Цветове на изгрева“ (3-сер. тв, 1987) – Галя
- „Беглец“ (1987)

## Личен живот
Омъжена е и има една дъщеря, Анна-Мария Томова, която също е актриса.